# Centralne Laboratorium Ochrony Radiologicznej

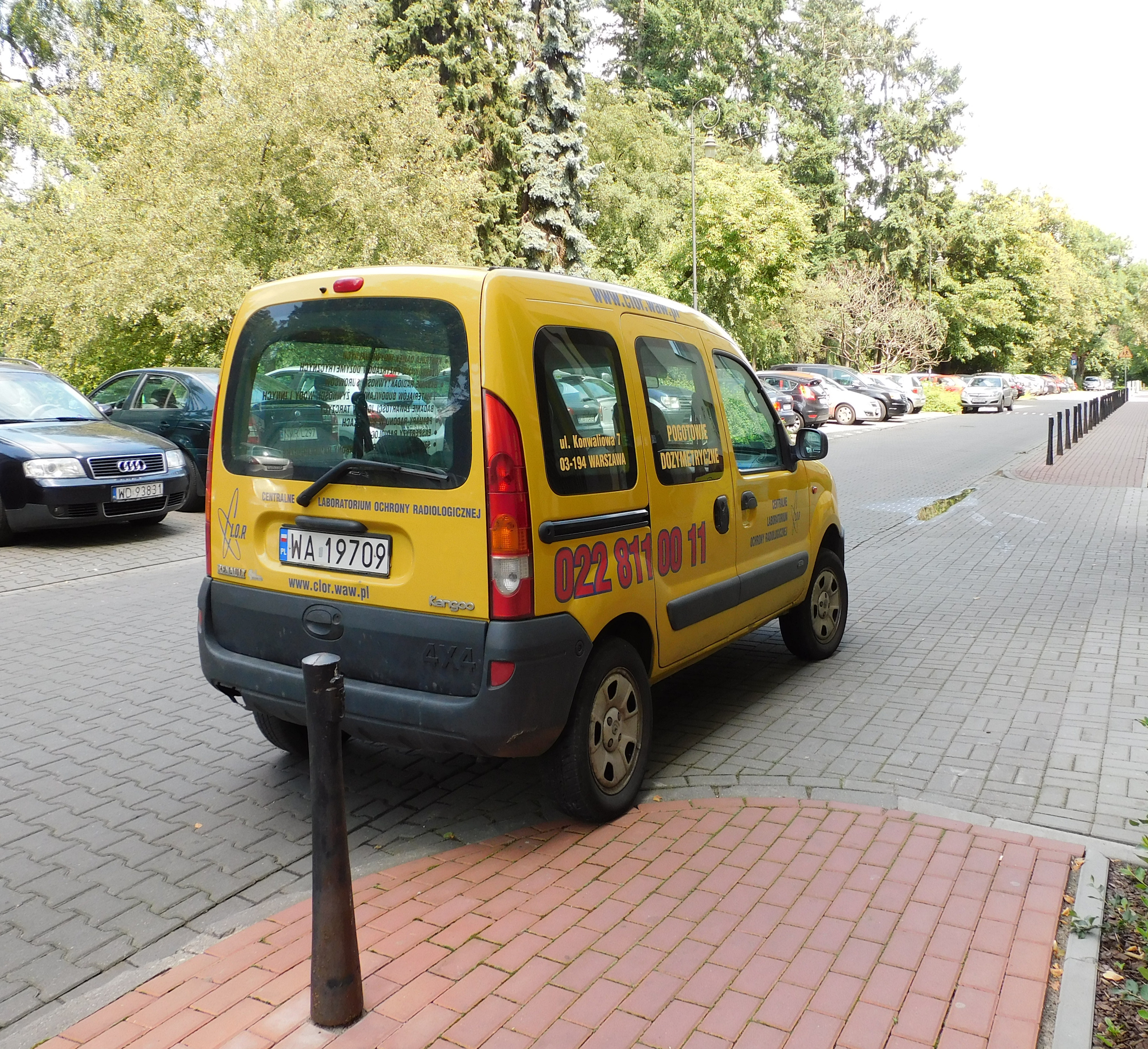
Samochód pogotowia dozymetrycznego CLOR

Centralne Laboratorium Ochrony Radiologicznej (CLOR) – instytut mający siedzibę w Warszawie, utworzony w 1957 roku zarządzeniem Prezesa Rady Ministrów dla zapewnienia ochrony radiologicznej kraju. Pierwszym dyrektorem placówki był Jerzy Peńsko. W chwili obecnej podlega Państwowej Agencji Atomistyki i prowadzi kontrolę skażeń promieniotwórczych środowiska oraz skażeń wewnętrznych, napromienienia pracowników, aparatury dozymetrycznej itp.